# 1280er
Portal Geschichte | Portal Biografien | Aktuelle Ereignisse | Jahreskalender | Tagesartikel

◄ |
12. Jh. |
13. Jahrhundert
| 14. Jh. | ►

◄ |
1250er |
1260er |
1270er |
1280er
| 1290er | 1300er | 1310er | ►

1280 |
1281 |
1282 |
1283 |
1284 |
1285 |
1286 |
1287 |
1288 |
1289
Die 1280er Jahre sind das Jahrzehnt, das am 1. Januar 1280 beginnt und am 31. Dezember 1289 endet.

## Ereignisse

### 1280
- 23. Juni – Reconquista – Schlacht von Moclín: Truppen des Emirats Granada besiegen die des Königreichs Kastilien und des Königreichs León.[1]

- 27. September – König Magnus I. von Schweden gründet einen schwedischen Adel, indem er ein Gesetz erlässt, das einen Beitrag eines Kavalleriemitglieds anstelle gewöhnlicher Steuerzahlungen akzeptiert.[2]

- Der Bau des nördlichen Teils des Kaiserkanals von China wird begonnen.[3]

- Die endgültige Erweiterung der Lincoln Cathedral in England wird abgeschlossen.[4]

- Zar Ivan Asen III. aus Bulgarien flieht aus Tarnovo und beendet die Assen-Dynastie in Bulgarien.

- Syrien versucht, sich vom Mamluk-Sultanat Ägyptens zu trennen, aber Al Mansur Qalawun besiegt die Rebellen und hält Syrien im ägyptischen Sultanat.[5]

- Die zweite von zwei Hauptumfragen der Hundred Rolls, eine englische Volkszählung, die als Folgemaßnahme zum 1086 fertiggestellten Domesday Book angesehen wird, ist abgeschlossen; sie begann 1279.

- Turin wird von Thomas III. von Savoyen erobert und wird zur Hauptstadt des Hauses Savoyen.[6]

- Ungefähres Datum:

- Die Vorfahren der Māori aus Ostpolynesien werden die ersten menschlichen Siedler Neuseelands.

- Das Wolf-Minimum der der Solaren Radioflussindex beginnt.

### 1281

#### Nach Ort

##### Asien
- 15. August – Schlacht von Kōan (Hakata Bay): Die zweite mongolische Invasion Japans wird vereitelt, da ein großer Taifun – berühmt als Kamikaze oder göttlicher Wind bezeichnet – einen Großteil der kombinierten chinesischen und koreanischen Flotte und Streitkräfte mit über 140.000 Männern und 4.000 Schiffen zerstört.

- Kublai Khan ordnet die Verbrennung heiliger daoistischer Texte an, was zur Verringerung der Anzahl der Bände des Daozang (daoistischen Kanons) von 4.565 auf 1.120 führt.

- Das Mon-Königreich Hariphunchai fällt, da seine Hauptstadt Lamphun (im heutigen Thailand) vom Lannathai-Königreich von König Mangrai erobert wird.

##### Naher Osten
- 29. Oktober – Zweite Schlacht von Homs: Mamluk Sultan Qalawun besiegt eine Invasion Syriens durch den mongolischen Ilkhan Abaqa Khan.

- Osman I., Gründer des Osmanischen Reiches, wird bey des Söğüt-Stammes in Zentralanatolien; 1299 wird er die Unabhängigkeit von den seldschukischen Türken erklären, was die Gründung des Osmanischen Reiches markiert.

- Eine Offensive des Byzantinischen Reiches reduziert die Größe des Königreichs Albanien erheblich, da es Land zurückerobert, das 10 Jahre zuvor von Karl I. von Sizilien vom Despotat Epirus beschlagnahmt wurde.

##### Europa
- Der neue Papst Martin IV. exkommuniziert Michael VIII. Palaiologos, der das Byzantinische Reich in Konstantinopel neu gegründet hat, und ermächtigt Karl I. von Anjou, einen Kreuzzug gegen ihn zu machen, aber dieser wird im folgenden Jahr durch den Ausbruch des Krieges der sizilianischen Vesper ausgesetzt.

- Juli – Niccolò Bonsignori führt hundert Ghibellin-Exilanten an, in einem gescheiterten Versuch, die sienesische Regierung zu stürzen.

#### Nach Thema

##### Märkte
- Guido I., Graf von Flandern, lizenziert den ersten lombardischen Kaufleuten, ein sich veränderndes Geschäft in seinem Reich zu eröffnen.[9]

##### Religion
- 22. Februar – Der Franzose Papst Martin IV. tritt die Nachfolge von Papst Nikolaus III. als 189. Papst an.

### 1282

#### Nach Bereich

##### Europa
- März – Dafydd ap Gruffydd, Bruder des Fürsten von Wales Llywelyn ap Gruffudd, greift ein englisches Schloss an; sein Bruder fühlt sich gezwungen, ihn zu unterstützen, obwohl er nicht auf den Krieg vorbereitet ist. Ihre Handlungen führten zur endgültigen englischen Eroberung von Wales durch König Edward I. von England.

- 30. März – Die sizilianische Rebellion, bekannt als die sizilianische Vesper, beginnt gegen die Herrschaft von Angevin König Karl I. von Sizilien; in den nächsten sechs Wochen werden Tausende von Franzosen getötet. Die Rebellion zwingt Charles, den Neunten Kreuzzug aufzugeben, während er noch auf dem Weg zur Zielstadt Konstantinopel ist, und ermöglicht es König Peter III. von Aragon, die Herrschaft über die Insel von Karl zu übernehmen (was wiederum zu Peters Exkommunikation durch Papst Martin IV. führt).

- 15. Mai – Schlacht von Forlì zwischen Welfen und Ghibellinen: Die französische Armee unter Jean d'Eppe wird von Guido I da Montefeltro besiegt.

- Juni – Die Armee von Peter III. von Aragon landet in Nordafrika in Collo, um den rebellischen Gouverneur von Konstantin, Ibn Wazir, zu unterstützen. Aber der Aufstand wurde vom Hafsid-Herrscher niedergeschlagen. Peter, der sich vor der Situation in Sizilien hütet, segelt schnell los und nutzt den Zustand der Rebellion in Nordafrika nicht aus.[10]

- 26. Juni – König Denis von Portugal heiratet Elisabeth von Aragon in Trancoso.

- 30. August – Peter III. von Aragon, der ursprünglich mit seiner Flotte auf einer Militärexpedition gegen Tunis unterwegs war, landet in der sizilianischen Stadt Trapani, nachdem er von den Einwohnern von Palermo gebeten wurde, im Kampf gegen Karl von Anjou zu helfen.

- 4. September – Peter III. von Aragon wird König von Sizilien.

- September oder Oktober – Schlacht am Hód-See zwischen dem Königreich Ungarn und den Kumanen: König Ladislaus IV. von Ungarn besiegt die Invasionsarmee.[11]

- 11. Dezember – Schlacht an der Orewin bridge in Mitte Wales: Llywelyn ap Gruffudd wird getötet, und die Waliser erleiden ihre letzte entscheidende Niederlage durch die Engländer.

- Dezember – Der römisch-deutsche König Rudolf I. investiert seine Söhne Albrecht und Rudolf von Österreich als Mitherrscher der Herzogtümer Österreich und der Steiermark und gründet damit die Habsburger-Dynastie in diesen Gebieten.

- Schlacht von Vronen: Floris V., Graf von Holland, besiegt die Friesen und holt die Leiche seines etwa 26 Jahre toten Vaters zurück.

- König Stefan Dragutin von Serbien bricht sich während der Jagd das Bein und wird krank; er gibt den Thron seinem jüngeren Bruder Stefan Milutin.

- Der König von Aragonien, Peter III., erhält die Unterstützung von Nasrid Granada in Vorbereitung auf den ankommenden aragonesischen Kreuzzug unter der Leitung von Philipp IV. von Frankreich.[12]

#### Nach Themen

##### Bildung
- Das Hertford College wird an der University of Oxford gegründet.

##### Märkte
- Das Formular für den Prozess der Pyx, bei dem bestätigt wird, dass neu geprägte Münzen den erforderlichen Standards entsprechen, wird festgelegt.

- Die ersten Beweise werden für die Existenz einer konsolidierten Staatsverschuldung in Brügge entdeckt, die die Ausweitung der Verwendung von Renten zur Finanzierung der Staatsausgaben in die Niederlande bestätigt.[13]

##### Natur
- Der jüngste Ausbruch von Larderello, einem Vulkan in der südlichen Toskana, wird beobachtet.

##### Technologie
- Die Technologie der Wasserzeichen wird von den Papierherstellern aus Bologna, Italien, eingeführt.

##### Religion
- In England ordnet der Erzbischof von Canterbury an, alle Synagogen von London zu schließen, und verbietet jüdischen Ärzten, an Nichtjuden zu praktizieren.

- Der Bau der Albi-Kathedrale im Languedoc beginnt.

### 1283

#### Nach Bereich

##### Afrika
- Der Hafsid-Herrscher, Ibrahim I., wird von einer Beduinenrebellion unter der Führung von Abd al-Aziz I. gestürzt.[14]

##### Asien
- 22. September – Die erste mongolische Invasion in Birma beginnt. Die Festung in Ngasaunggyan wird belagert und fällt am 3. Dezember an die Eindringlinge.

- König Ram Khamhaeng vom Königreich Sukhothai schafft das thailändische Alphabet, der Tradition nach.

- Kublai Khans Yuan-Dynastie dringt in das Khmer-Reich des heutigen Kambodschas ein; König Jayavarman VIII. beschließt, Tribut zu zollen, anstatt die Invasion zu bekämpfen, Frieden zu kaufen und das Imperium zu erhalten.

- Der Bau des nördlichen Teils des Kaiserkanals von China ist abgeschlossen.

- Die Stadt Guiyang wird in der Yuan-Dynastie China gegründet.

##### Mesoamerika
- Acolnahuacatl wird Herrscher des Stadtstaates Azcapotzalco im Tal von Mexiko.

##### Europa
- 2. Januar – Der größte Teil von Dublin, einschließlich der St. Patrick’s Cathedral, wird in einem Feuer verbrannt.[15]

- 1. Juni – Vertrag von Rheinfelden: Der junge Rudolf II., Herzog von Österreich, ist gezwungen, seinen Anspruch auf die Herzogtümer von Österreich und der Steiermark seinem älteren Bruder Albert I. von Deutschland zu übertragen.

- 8. Juli – Schlacht von Malta in Valletta: Eine Angevin-Flotte, die geschickt wurde, um eine Rebellion auf Malta niederzuschlagen, wird von der Flotte von Roger von Lauria besiegt.

- 3. Oktober – Der Tod durch Erhängen, Zeichnen und Kasern wird zuerst als eine Form der Todesstrafe (für das neu geschaffene Verbrechen des Hochverrats) von König Edward I. von England bei seiner Hinrichtung von Dafydd ap Gruffydd, dem letzten Herrscher eines unabhängigen Wales, in Shrewsbury verwendet.

- Die ersten regulierten katalanischen Gerichte werden von König Peter III. von Aragon für das gesamte Fürstentum Katalonien wiedervereinigt. Es wird eines der ersten mittelalterlichen Parlamente, das die königliche Macht verbietet, einseitig Gesetze zu erlassen.

- Ein Erdbeben zerstört zwei Drittel der Höhlenstadt Vardzia, Georgia.

- Der Bau von Caernarfon Castle, Conwy Castle und Harlech Castle wird in Wales von König Edward I. von England als Verteidigungssystem gegen mögliche zukünftige walisische Aufstände begonnen.

- König Philipp III. von Frankreich verursacht eine Massenmigration von Juden, als er ihren Wohnsitz in den kleinen Dörfern und ländlichen Orten Frankreichs verbietet.

- Daniel von Moskau vereint die Westseite Russlands, die die Kiewer Rus nach 301 Jahren beendet, und beginnt das Großherzogtum Moskau (die mongolische Besatzung wird in einigen Gebieten erst 1440 enden).

#### Nach Thema

##### Kunst und Kultur
- Der E.-Codex der Cantigas de Santa Maria, eine Sammlung portugiesischer Musikmanuskripte, ist zwischen 1280 und 1283 datiert.

- Der Libro de los juegos, eine frühe europäische Abhandlung über Brettspiele (einschließlich Schach, Würfel und eine Version von Backgammon), wird zwischen 1251 und 1283 von König Alfons X. von Kastilien in Auftrag gegeben.

- Ca. Datum – Ramon Llull schreibt Blanquerna, das erste große Literaturwerk, das auf Katalanisch geschrieben wurde, und vielleicht den ersten europäischen Roman.

##### Märkte
- Die sächsische Stadt Goslar beginnt, Anstrengungen zu unternehmen, um ihre bereits vergebenen Renten zurückzuzahlen, ein sicherer Hinweis auf finanzielle Schwierigkeiten und vielleicht ein frühes Zeichen der Krise des 13. Jahrhunderts.[17]

##### Religion
- Jakub Świnka wird Erzbischof von Gniezno.

### 1284

#### Nach Bereich

##### Afrika
- Abu Hafs Umar I. beendet die Beduinenrebellion, die seinen Bruder 1283 gestürzt hatte, erobert Tunis zurück und installiert die Hafsids als dominierende Dynastie in Ifrīqiya neu.[18]

- Peter III. von Aragon nutzt die Schwäche der Hafsid-Dynastie aus und überfällt die Insel Jerba. Die Aragonesen massakrieren die Bevölkerung und besetzen die Insel.[18]

##### Asien
- Mamluk Sultan von Ägypten Al Mansur Qalawun unterzeichnet einen zehnjährigen Waffenstillstand mit der Kreuzfahrerstadt Acre; es wird 1290 unter verschiedenen Vorwänden gegen den Waffenstillstand verstoßen.

- Die byzantinische Stadt Tralleis fällt an das türkische Emirat Menteşe; 20.000 Menschen werden als Sklaven abgeführt.

##### Europa
- 3. März – Das Statut von Rhuddlan weitet das englische Recht auf Wales aus.[ 20]

- 5. Juni – Schlacht am Golf von Neapel: König Karl II. von Neapel wird von Roger von Lauria, Admiral von König Peter III. von Aragon, gefangen genommen.

- 18. Mai – Jönköping in Schweden erhält Stadtprivilegien.[ 21]

- 5. – 6. August – Schlacht von Meloria: Der italienische Stadtstaat Genua besiegt seinen Rivalen Pisa auf See, beendet Pisas Seemacht und beschleunigt den Machtrückgang der Stadt.

- 9. September – Der deutsche Kriegsherr Trunda macht eine Kampagne nach Karelien, um Karelier zu besteuern, wird aber von Nowgorod und den Männern aus Staraya Ladoga besiegt.[ 22]

- König Stefan Dragutin von Serbien empfängt Belgrad, Syrmien und andere Gebiete aus Ungarn, als sein Sohn den Cousin des Königs von Ungarn heiratet.

- Das Königreich Deutschland verhängt ein Handelsembargo gegen Norwegen, da letzteres ein deutsches Schiff plündert. Das Embargo schneidet lebenswichtige Vorräte an Getreide, Mehl, Gemüse und Bier ab und verursacht eine allgemeine Hungersnot in Norwegen.[19]

- Die deutsche Stadt Hamburg wird durch einen Brand zerstört.

- Die Ereignisse, die zur Geschichte des Rattenfängers von Hameln führen, finden in Niedersachsen statt.

#### Nach Thema

##### Kunst und Kultur
- Der Bau der Kathedrale von Beauvais wird durch einen teilweisen Zusammenbruch des Chores unterbrochen; die Veranstaltung beunruhigt französische Maurer, die im gotischen Stil arbeiten.

- Jean de Meun übersetzt Vegetius’ militärische Abhandlung De Re Militari aus dem 4. Jahrhundert aus dem Lateinischen ins Französische.

##### Bildung
- Peterhouse, die älteste College-Stiftung der University of Cambridge in England, wird von Hugh de Balsham, Bischof von Ely, gegründet.

##### Gesundheit
- Das al-Mansuri bimaristan (Krankenhaus) wird in Kairo fertiggestellt.[20]

##### Märkte
- Die Republik Venedig beginnt mit der Prägung des Dukaten, einer Goldmünze, die für die folgenden 600 Jahre zum Standard der europäischen Münzprägung werden soll.

### 1285

#### Nach Bereich

##### Afrika
- Mansa Sakura usurpiert den Thron des Mali-Reiches.

##### Asien
- 25. April – Mamluk-Sultan Al Mansur Qalawun beginnt eine Belagerung der Kreuzfahrerfestung von Margat (im heutigen Syrien), einer großen Hochburg des Knights Hospitallers, die als uneinnehmbar angesehen werden; er erobert die Festung einen Monat später.

- 14. Juni – Trần Hưng Đạo führt vietnamesische Streitkräfte beim Sieg über eine eindringende mongolische Flotte der Yuan-Dynastie in Chuong Duong an.

- Die mongolische Goldene Horde, angeführt von Nogai Khan und Talabuga, greift Ungarn ein zweites Mal an.

##### Europa
- 6. Januar – Erzbischof Jakub Świnka befiehlt allen Priestern, die seinem Bischofsamt in Polen unterliegen, Predigten auf Polnisch und nicht auf Deutsch zu halten, wodurch die katholische Kirche in Polen weiter vereinheitlicht und eine nationale Identität gefördert wird.

- April – Chios wird von venezianischen Plünderern seiner genuesischen Herren erobert; es wird später zurückerobert.

- Ostern – Das zweite Statut von Westminster wird in England verabschiedet und reformiert verschiedene Gesetze; es enthält die Klausel de donis conditionalibus, die als eines der grundlegenden Institute des mittelalterlichen Rechts in England gilt.

- 4. September – Roger von Lauria besiegt König Philipp III. von Frankreich in einer Seeschlacht vor Barcelona.

- Das von König Edward I. von England herausgegebene Schreiben Circumspecte Agatis definiert die Gerichtsbarkeiten von Kirche und Staat in England und beschränkt so die gerichtlichen Befugnisse der Kirche auf kirchliche Fälle.

#### Nach Thema

##### Kunst
- Das englische aus der Romantik stammende Gedicht The Lay of Havelok the Dane wird geschrieben (ungefähres Datum).

##### Märkte
- Die erste Aufzeichnung wird über eine Ausgabe von Lebensrenten durch die Stadt Lübeck gemacht. Es ist der erste Fall der Ausgabe von Staatsschulden in Deutschland und bestätigt einen Trend zur Konsolidierung der lokalen Staatsverschuldung in Nordwesteuropa (siehe 1228).[ 26]

- Die Grafschaft Champagne ist in das Königreich Frankreich integriert; die Region verliert ihre Hafenmerkmale für ausländische Kaufleute, und die Messen von Troyes schwinden schnell in wirtschaftliche Bedeutungslosigkeit.[ 27]

##### Religion
- 2. April – Papst Honorius IV. tritt die Nachfolge von Papst Martin IV. an und wird 190. Papst.

- Rat von Blachernai: Die ostorthodoxe Kirche lehnt die Union mit der römisch-katholischen Kirche ab, die im Zweiten Konzil von Lyon erklärt wurde.

### 1286

#### Nach Bereich

##### Afrika
- Abu Zakariya ist erfolgreich bei der Gründung eines Fürstentums, das sich auf Béjaïa konzentriert, das zu einem Rivalen der wichtigsten Hafsid-Einheit mit Sitz in Tunis wird.[21]

##### Asien
- Kublai Khan plant eine letzte mongolische Invasion in Japan, bricht den Plan aber aufgrund fehlender notwendiger Ressourcen ab.

##### Europa
- 19. März – König Alexander III. von Schottland stirbt bei einem Pferdeunfall, mit nur Yolande von Dreux, dem ungeborenen Kind der Königin Schottlands und der 3-jährigen Margarete, Maid of Norway als Erben; dies schafft die Voraussetzungen für den Ersten Krieg der schottischen Unabhängigkeit und den zunehmenden Einfluss Englands über Schottland.

- König Philipp IV. von Frankreich erhebt die Gabelle – eine Salzsteuer in Form eines staatlichen Monopols –, die immens unbeliebt und grob ungleich werden wird, aber bis 1790 bestehen bleibt.

- Alte Preußen setzten sich in Sambia um und inszenierten einen berühmten Aufstand.

- König Rudolf I. von Deutschland erklärt alle Juden zu „Serfs des Schatzamtes“ und negiert damit alle ihre politischen Freiheiten.

- Die Guelph-Republik Siena erlaubt verbannten ghibellinischen Rebellen zurück in die Stadt.[22]

- Frühester Hinweis auf die Brauerei Aldersbach in Niederbayern.

#### Nach Thema

##### Kunst und Kultur
- 7. März – Die Catholicon, ein religiöses lateinisches Wörterbuch, wird von John Balbi aus Genua fertiggestellt.

### 1287

#### Nach Ort

##### Afrika
- Die aragonesische Marine überfällt die tunesischen Kerkenna-Inseln.[23]

##### Asien
- 30. Januar – Wareru schafft das Hanthawaddy-Königreich im heutigen Unterbirma nach dem Zusammenbruch des heidnischen Königreichs (gekrönt am 5. April).

- 14. Mai – 16. Juli – Kublai Khan führt persönlich eine große Truppe an, um den Rebellenprinzen Nayan in der Mandschurei zu unterdrücken.

- Dezember – Schlacht von Pagan: Das buddhistische heidnische Königreich Theravada (im heutigen Myanmar) fällt an die Invasionsarmeen der Yuan-Dynastie.

- Die Könige Mangrai des Lanna-Königreichs und Ram Khamhaeng vom Sukhothai-Königreich vereinbaren einen Friedenspakt in ihrer Region Südostasien (das heutige Thailand).

- Der Mongol Ilkhan Arghun entsendet Rabban Bar Sauma zu den Führern Europas, um ein Bündnis gegen die muslimischen Staaten, insbesondere das Mamluk-Sultanat Ägyptens, auszuhandeln.

- Mamluk-Sultan Al Mansur Qalawun erobert die Hafenstadt Latakia im heutigen Syrien.

##### Europa
- 17. Januar – Der Vertrag von San Agayz wird unterzeichnet. König Alfons III. von Aragon erobert die Insel Menorca von den Mauren aus.

- Februar – Südengland-Überschwemmung, die die Cinque Ports von England betrifft: Eine Sturmflut zerstört die Stadt Old Winchelsea am Romney Marsh und im nahe gelegenen Broomhill. Der Verlauf des nahe gelegenen Flusses Rother wird von New Romney abgelenkt, das fast zerstört ist, was seine Rolle als Hafen beendet, wobei der Rother stattdessen bei Rye zum Meer läuft, dessen Aussichten als Hafen verbessert werden. Eine Klippe bricht in Hastings zusammen, beendet ihre Rolle als Handelshafen und zerstört einen Teil von Hastings Castle. New Winchelsea wird auf höherem Boden gegründet.[24]

- 8. Juni – Rhys ap Maredudd Revolten in Wales; die Revolte wird erst 1288 unterdrückt.

- 14. Dezember – Ein riesiger Sturm und die damit verbundene Sturmflut in der Nordsee und im Ärmelkanal, bekannt als St. Lucias Überschwemmung in den Niederlanden tötet Tausende und verändert die Küste der Niederlande und Englands.

- In den Niederlanden bricht eine Fransenbarriere zwischen der Nordsee und einem flachen See zusammen und verursacht die fünftgrößte Flut in der Geschichte, die die Zuiderzee-Einlassung schafft und über 50.000 Menschen tötet; sie bietet auch den Zugang zum Meer nach Amsterdam und ermöglicht seine Entwicklung als wichtige Hafenstadt.

- In England werden Teile von Norfolk überflutet; der Hafen von Dunwich in Suffolk ist weiter verwüstet; in The Fens durch die Vehemenz des Windes und die Gewalt des Meeres werden das Kloster Spalding und viele Kirchen gestürzt und zerstört: „Das ganze Land in den Teilen Hollands wurde größtenteils in einen stehenden Pool umgewandelt, so dass eine unerträgliche Menge von Männern, Frauen und Kindern mit dem Wasser überwältigt wurden, besonders in der Stadt Boston, ein großer Teil davon wurde zerstört.“[25]

- König Edward I. von England ordnet die Vertreibung von Juden aus dem Herzogtum Gascogne an und beschlagnahmt ihr Eigentum.

- Die mongolische Goldene Horde, angeführt von Khan Talabuga und Nogai Khan, greift Polen zum dritten Mal an. Lublin, Masowien, Sandomierz und Sieradz werden von den Eindringlingen verwüstet, die in Krakau besiegt werden.

- In Aragon zwingen die Uniones, ein aristokratischer Aufstand, Alfonso III., Zugeständnisse an den Adel zu machen.[26] Insbesondere gewährt der König seinen Baronen eine Bill of Rights, die als Privilegium Generale bekannt ist.[27]

- Das Bruntál-Wappen taucht zum ersten Mal auf.

#### Nach Thema

##### Kunst und Kultur
- Der Altar von St. Jakobus in der Kathedrale von Pistoia, Italien – ein Meisterwerk des Silberschmiedehandwerks mit fast einer Tonne Silber – wird begonnen; es wird für fast 200 Jahre nicht fertiggestellt sein.

##### Wirtschaft
- Die italienische Stadt Siena verlangt ihren Steuerzahlern zum ersten Mal ein Zwangsdarlehen, ein gemeinsames Merkmal der mittelalterlichen öffentlichen Finanzen.[28]

##### Religion
- Der Bau der Kathedrale von Uppsala in Schweden beginnt (er dauert bis 1435).

### 1288

#### Nach Bereich

##### Asien
- April – Schlacht von Bạch Đ<unk>ng: Đại Việt (Vietnamesisch) General Trần Hưng Đạo versenkt die Flotte einer einfallenden mongolischen Armee der Yuan-Dynastie, indem er Bambuspfähle mit Stahlspitze in den Bach Dang River in der Nähe der Ha Long Bay platziert.

- Die japanische Ära Koan endet, und die Shōō-Ära beginnt.

- Japan: Prinz Subaru erobert die Provinzen Gunma und Tochigi.

- Li Ting führt Truppen und tragbare Kanone von Kublai Khan gegen den Rebellenprinzen Nayan in Banlachengzi in der Mandschurei.[ 37]

##### Europa
- 20. Januar – Newcastle Emlyn Castle in Wales wird von englischen Streitkräften zurückerobert, was Rhys ap Maredudds Aufstand beendet.

- 5. Juni – Schlacht von Worringen: Johannes I. von Brabant besiegt das Herzogtum Guelders in einer der größten Schlachten Europas des Mittelalters und gewinnt damit den Besitz des Herzogtums Limburg. Die Schlacht befreit auch die Stadt Köln von der Herrschaft des Erzbistums Köln; sie war zuvor eines der wichtigsten kirchlichen Fürstentümer des Heiligen Römischen Reiches gewesen.

- 8. August – Papst Nikolaus IV. verkündet einen Kreuzzug gegen König Ladislaus IV. von Ungarn, der durch die Bevorzugung seiner halbheidnischen Cuman-Untertanen verloren hatte und sich im Allgemeinen weigerte, sich an die Sozialstandards Westeuropas zu halten.

- Das schottische Parlament schafft ein Gesetz, das es Frauen ermöglicht, Männern in Schaltjahren die Ehe vorzuschlagen; Männer, die solche Vorschläge ablehnen, müssen der verachteten zukünftigen Braut eine Geldstrafe zahlen.

#### Nach Thema

##### Kunst und Kultur
- Die älteste erhaltene Glocke, in den Uhren auf der Kuppel vom Petersdom in Rom wird gebaut.

- Die Arbeiten am Bau des Mob Quad im Merton College, Oxford, werden begonnen.

##### Märkte
- 16. Juni – Der Bischof von Västerås kauft 1/8 der Kupfermine Stora Kopparberg in Falun, Schweden.

- Die flämische Stadt Gent strebt das Recht an, mit der Rückzahlung ihrer bereits ausgegebenen Renten zu beginnen. Es ist ein klarer Hinweis auf finanzielle Schwierigkeiten und vielleicht ein frühes Zeichen der Krise des 13. Jahrhunderts.[29]

##### Religion
- 22. Februar – Papst Nikolaus IV. tritt die Nachfolge von Papst Honorius IV. als 191. Papst an.

##### Technologie
- Die älteste bekannte Bronzehandfeuerwaffe der Welt ist auf dieses Jahr datiert, eine chinesische Waffe, die im Bezirk Acheng gefunden wurde und einst verwendet wurde, um die Rebellion des christlichen mongolischen Prinzen Nayan in den Jahren 1287–1288 zu unterdrücken.

### 1289

#### Nach Ort

##### Amerika
- Der 5.453 Meter hohe Vulkan Popocatépetl wird erstmals von Mitgliedern des Tecuanipas-Stammes im heutigen Mexiko bestiegen.

##### Afrika
- 27. April – Fall von Tripolis: Mamluk Sultan Qalawun erobert die Grafschaft Tripolis (im heutigen Libanon) nach einer einmonatigen Belagerung und löscht damit den Kreuzfahrerstaat aus.

##### Asien
- Prinz Koreyasu, seit seiner frühen Kindheit als Marionette der Hōjō-Regenten 7. Shōgun des japanischen Kamakura-Shōgunats, wird zugunsten des zwölfjährigen Prinzen Hisaaki gestürzt.

##### Europa
- 11. Juni – Schlacht von Campaldino: Die italienischen Guelph- und Ghibellinen-Fraktionen kämpfen; der Sieg der Welfen sichert ihre Machtposition in Florenz.

- Der Bau von Conwy Castle, der von König Edward I. von England beschlossen wurde, wird in Wales abgeschlossen.

- Juden werden aus der Gascogne und Anjou in Frankreich ausgewiesen.

- Der Bau des Belaya-Vezha-Turms in Belarus ist abgeschlossen.

#### Nach Thema

##### Bildung
- Papst Nikolaus IV. bildet offiziell die Universität Montpellier in Frankreich durch Päpstliche Bulle und kombiniert verschiedene bestehende Schulen unter dem Mantel einer einzigen Universität.

##### Märkte
- In Siena erschaffen dreiundzwanzig Partner, darunter fünf Mitglieder der Bonsignori-Familie, die Gran Tavola, die ehemals erfolgreichste europäische Bank, die ihren Betrieb nach dem Tod ihres Schöpfers und Managers Orlando Bonsignori im Jahr 1273 eingestellt hatte.[30]

##### Religion
- Franziskanerbrüder beginnen Missionsarbeit in China.

## Geburtstage

### 1280
- Birger, König von Schweden, schwedischer Monarch (gest. 1321)[31]

- Wu Zhen, chinesischer Maler (gest. 1354)[32]

- Ungefähres Datum:

- Anna von Kashin, russische Heilige (gest. 1368)

- Musa I. von Mali, westafrikanischer Kaiser (gest. 1337)

### 1281
- 25. Dezember – Alice de Lacy, 4. Gräfin von Lincoln (gest. 1348)

- Castruccio Castracani, Herzog von Lucca (gest. 1328)

- Juri I. Daniilowitsch, Großfürst von Russland (gest. 1325)

- Agnes von Ungarn, Königin von Ungarn (gest. 1364)

- Henry of Lancaster, 3. Earl of Lancaster (gest. 1345)

- Hamdallah Mustawfi, Ilkhanid Iranischer Historiker (gest. 1349)

- Rudolf I. von Böhmen (gest. 1307)

- Sancia von Mallorca, Gemahlin und Regentin von Neapel (ungefähres Datum) (gest. 1345)

### 1282
- 2. Februar – Maud Chaworth, Gräfin von Leicester (gest. 1322)

- 1. April – Ludwig IV., Kaiser des Heiligen Römischen Reiches (gest. 1347)

- 15. April – Friedrich IV., Herzog von Lothringen (gest. 1329)

- 5. Mai – Juan Manuel, Prinz von Villena (gest. 1348)

- Datum unbekannt

- Oschin, König von Armenien (gest. 1320)

- Papst Innozenz VI. (gest. 1362)

- Usbek Khan, mongolischer Führer der Goldenen Horde (gest. 1341)

### 1283
- 9. April – Margarete, Jungfrau von Norwegen, Königin von Schottland (gest. 1290)

### 1284
- 25. April – König Edward II. von England (gest. 1327)[34]

- 26. April – Alice de Toeni, Gräfin von Warwick (gest. 1324)

- Datum unbekannt

- Johann I. Graf von Holland (gest. 1299)

- Eduard, Graf von Savoyen (gest. 1329)

### 1285
- 9. März – Kaiser Go-Nijō von Japan (gest. 1308)

- 1. Mai – Edmund FitzAlan, 9. Earl of Arundel, englischer Politiker (gest. 1326)

- 6. Dezember – König Ferdinand IV. von Kastilien (gest. 1312)[35]

- Datum unbekannt

- an-Nāsir Muhammad ibn Qalāwūn, Sultan von Ägypten (gest. 1341)

- Ziauddin Barani, Historiker und politischer Denker des Sultanats Delhi (gest. 1357)

- Patrick Dunbar, 8. Earl of Dunbar (gest. 1369)

- Wilhelm von Ockham, englischer Philosoph und Theologe (gest. 1347)

### 1286
- 8. März – Johann III., Herzog der Bretagne (gest. 1341)

- 30. Juni – John de Warenne, 7. Earl of Surrey, englischer Adliger (gest. 1347)

- Datum unbekannt:

- Johannes Palaiologos (Sohn Andronikos’ II.), byzantinischer Prinz und Gouverneur von Thessaloniki (gest. 1307)

- Prinzessin Shōshi von Japan (gest. 1348)

- Wahrscheinlich:

- Sir James Douglas, schottischer Patriot (gest. 1330)

- Hugh le Despenser der Yüngere, englischer Erbe von Hugh le Despenser (gest. 1326)

- Wilhelm III., Graf von Hennegau (gest. 1337)

- John Clyn, irischer Chronist

### 1287
- 24. Januar – Richard Aungerville, englischer Schriftsteller und Bischof (gest. 1345)

- 25. April – Roger Mortimer, 1. Earl of March, De-facto-Herrscher von England (gest. 1330)

- Robert III. von Artois, französischer Herrscher

- Margarete von Castello, italienische Dominikanerin (gest. 1320)

- Wang Mian, chinesischer Maler (gest. 1359)

- Ibn Nubata, arabischer Dichter (gest. 1366)[36]

### 1288
- 5. April – Kaiser Go-Fushimi von Japan (gest. 1336)

- 26. November – Kaiser Go-Daigo von Japan (gest. 1339)

- Datum unbekannt:

- Blanche von Burgund, Gräfin von Savoyen (gest. 1348)

- Levi ben Gershon, französischer jüdischer Philosoph, Mathematiker und Astronom (gest. 1344)

- Iwan I. von Russland (gest. 1340)

### 1289
- 4. Oktober – König Ludwig X. von Frankreich (gest. 1316)

- 6. Oktober – König Wenzel III. von Böhmen (gest. 1306)

- Johanna von Artois, Gräfin von Foix (gest. 1350)

## Tode

### 1280
- 10. Februar – Margarete II., Gräfin von Flandern (geb. 1202)[37]

- 9. Mai – Magnus VI. von Norwegen (geb. 1238)[38]

- 22. August – Papst Nikolaus III. (geb. 1218)[39]

- 15. November – Albertus Magnus, deutscher Theologe[40]

- 1. Januar – Ertuğrul Vater von Osman I. (geb. 1198)[41]

### 1281
- 16. Februar – Gertrude von Hohenberg, Königin von Deutschland (geb. 1225)

- 10. September – Johannes II., Markgraf von Brandenburg-Stendal (geb. 1237)

- 8. Oktober – Prinzessin Konstanz von Großpolen (geb. 1245)

- 24. Dezember – Heinrich V., Graf von Luxemburg (geb. 1216)

- Datum unbekannt:

- Ertuğrul, türkischer Vater von Osman I. (geb. 1198)

### 1282
- 9. Januar – Abû 'Uthmân Sa'îd ibn Hakam al Qurashi, Ra'îs von Manûrqa

- 1. April – Abaqa Khan, Khan des mongolischen Ilkhanats

- 10. April – Ahmad Fanakati, Ministerpräsident unter Kublai Khan

- 19. Juni – Eleanor de Montfort, walisische Prinzessin, Ehefrau von Llywelyn ap Gruffudd (* 1252; Geburt)

- 25. August – Thomas de Cantilupe, englischer Heiliger

- 9. September – Heilige Ingrid von Skänninge, schwedische Heilige

- 13. Oktober – Nichiren, japanischer Gründer des Nichiren-Buddhismus

- 30. Oktober – Roger Mortimer, 1. Baron Mortimer

- Dezember – Margaret Sambiria, dänische Regentin

- 11. Dezember:

- Llywelyn ap Gruffudd, Fürst von Wales

- Michael VIII. Palaiologos, byzantinischer Kaiser

- Datum unbekannt:

- George Akropolites, byzantinischer Historiker und Staatsmann

### 1283
- 9. Januar – Wen Tianxiang, chinesischer Premierminister (geb. 1236; hingerichtet)

- 9. April – Margarete von Schottland, Königin von Norwegen (geb. 1261)

- 3. Oktober – Dafydd ap Gruffydd, Fürst von Wales (ausgerichtet)

- 30. November – Johannes von Vercelli, italienischer Generalmeister des Dominikanerordens (b.c. 1205)

- 15. Dezember – Philipp I., lateinischer Kaiser (geb. 1243)

- Datum unbekannt:

- Piotr von Bogoria und Skotnik, polnischer Adliger

- Kutlugh Turkan, souveräne Königin von Kirman von 1257 bis 1282

### 1284
- 24. März – Hugo III. von Zypern (geb. 1235)

- April – Adelaide von Holland, Regent von Holland (geb. 1230)

- 4. April – König Alfons X. von Kastilien (geb. 1221)

- 20. April – Hōjō Tokimune, Regent von Japan (geb. 1251)

- 10. August – Tekuder, Khan des mongolischen Ilkhanats (hingerichtet)

- 19. August – Alphonso, Earl of Chester, Sohn von Edward I. von England (geb. 1273)

- Dezember – Irene Komnene Palaiologina (Eulogia), Mitglied der byzantinischen kaiserlichen Familie und Nonne (geb. 1218)

### 1285
- 7. Januar – König Karl I. von Neapel (geb. 1227)

- 8. Februar – Theoderich von Landsberg (geb. 1242)

- 28. März – Papst Martin IV.

- 13. Mai – Robert de Ros, 1. Baron de Ros

- 20. Mai – Johannes I. von Zypern (geb. 1259)

- 7. Juli – Tile Kolup, deutscher Betrüger, der behauptet, Friedrich II. zu sein, Kaiser des Heiligen Römischen Reiches (hingerichtet)

- 16. August – Philipp I., Graf von Savoyen (geb. 1207)

- 9. September – Kunigunda von Halych, Königin Regentin von Böhmen (geb. 1245)

- 5. Oktober – König Philipp III. von Frankreich (geb. 1245)

- 11. November – König Peter III. von Aragonien (geb. 1239)

- Datum unbekannt:

- Daumantas, Großfürst von Litauen

- Rutebeuf, französischer Troubadour

- Izz al-Din ibn Shaddad, syrisch-arabischer Historiker (geb. 1217)

### 1286
- 4. Januar – Anna Komnene Doukaina, Prinzessin von Achäa

- 19. März – Alexander III. von Schottland (geb. 1241)[43]

- 16. Juni – Hugh de Balsham, Bischof von Ely

- 30. Juli – Bar Hebraeus, syrischer Gelehrter (geb. 1226)

- 8. Oktober – Johannes I., Herzog der Bretagne (geb. 1217)

- 9. November – Roger Northwode, englischer Staatsmann (geb. 1230)

- 22. November – Eric V. von Dänemark (geb. 1249)[44]

- Datum unbekannt

- Wilhelm von Moerbeke, englischer Dominikanerklassiker (geb. 1215)

- Sophia von Dänemark, Königin von Schweden (gest. 1241)

### 1287
- März – Ingeborg von Dänemark, Königin von Norwegen

- 3. April – Papst Honorius IV.[45]

- 31. August – Konrad von Würzburg, deutscher Dichter

- 19. Oktober – Bohemond IV., Graf von Tripolis

- Llywelyn ap Dafydd, walisischer Prinz (in seinem Gefängnis im Bristol Castle)

### 1288
- 24. April – Gertrude von Österreich, Herzogin und Klägerin (geb. 1226)

- 3. Juli – Stephen de Fulbourn, irischer Geistlicher und Politiker

- 30. September – Leszek II. der Schwarze, polnische Prinz, Herzog von Łęczyca, Sieradz, Krakau, Sandomierz (geb. 1241)

- 19. November – Rudolf I., Markgraf von Baden-Baden (geb. 1230)

- Datum unbekannt:

- Ibn an-Nafīs, syrischer arabischer Anatom, Entdecker der Blutzirkulation (geb. 1210)

- Guy de Montfort, Graf von Nola (geb. 1244)

### 1289
- 16. Januar – Buqa, mongolischer Minister

- 10. März – Maud de Lacy, Gräfin von Hertford und Gloucester, englische Adlige (geb. 1223)

- 12. März – König Demetrius II. von Georgien (geb. 1259)

- Datum unbekannt:

- König Leo III. von Armenien

- Petrus de Dacia, schwedischer Mönch und Autor

- Ugolino della Gherardesca, italienischer Politiker und Marinekommandant

- Ippen, japanischer Mönch (geb. 1239)

- Gruffydd Fychan I., letzter regierender Prinz von Powys Fadog

- Rudhramadevi, Königin der Kakatiya-Dynastie in Indien